# 野中邦子
野中 邦子（のなか くにこ 1950年 - ）は、日本の翻訳家。
アースハートの野中邦子、弁護士の野中邦子とは同姓同名の別人。

## 来歴
東京生まれ。多摩美術大学絵画科卒。出版社勤務の後、フリーの編集者を経て、現在は英米ノンフィクションの翻訳に従事。翻訳グループ「牧人舎」所属。夫は翻訳家で「牧人舎」の主催者だった鈴木主税。

## 著書
- 『意識のめざめ 私が人生で知りたかったこと』（幻冬舎メディアコンサルティング） 2018
- 『男たらし論 』（藤田真利子, 山本淑子, 江崎リエ, 実川元子, 高岡尚子共著、平凡社） 1997

## 訳書
- 『大発見 未知に挑んだ人間の歴史』（ダニエル・J・ブアスティン、鈴木主税共訳、集英社） 1988年4月、のち集英社文庫（全5巻） 1991
- 『アーツアンドクラフツ ウィリアム・モリス以後の工芸美術』（スティーヴン・アダムス、美術出版社） 1989
- 『マルセル・デュシャン』（グロリア・モウレ、美術出版社） 1990.5
- 『チョコレートブック』（ヘルガ・ルビンスタイン、平凡社） 1990.1
- 『アール・ヌーヴォー 世紀末に生まれた空前の美術状況』（ウイリアム・ハーディ、美術出版社アートガイド） 1990
- 『ゴッホ 一〇〇年目の真実』（デイヴィッド・スウィートマン、文藝春秋） 1990.12
- 『馬車の歴史』（ラスロー・タール、平凡社） 1991.11
- 『ペギー 現代美術に恋した“気まぐれ令嬢"』（ジャクリーン・ボグラド・ウェルド、文藝春秋） 1991.1
- 『ジャズ・クレオパトラ パリのジョゼフィン・ベーカー』（フィリス・ローズ、平凡社） 1991
- 『ナンシー・キュナード 疾走する美神』（アン・チザム、河出書房新社） 1991.4
- 『豊かさの伝説 アメリカ・ビジネスにおける価値観の変遷』（ピーター・バイダ、ダイヤモンド社） 1992.6
- 『マティスとピカソ 芸術家の友情』（フランソワーズ・ジロー、河出書房新社） 1993.2
- 『オキーフ あるアメリカ神話の誕生』（ジェフリー・ホグリフ、平凡社、20世紀メモリアル）1994
- 『究極の迷路』1 - 3（デイヴィッド・アンソン・ラッソ、河出書房新社） 1994.2
- 『危険な愛人マタハリ 今世紀最大の女スパイ』（ジュリー・ホィールライト、平凡社） 1994
- 『オキーフ / スティーグリッツ 愛をめぐる闘争と和解』（ベニータ・アイスラー、朝日新聞社） 1994.12
- 『誰がリンドバーグの息子を殺したか』（ルドヴィック・ケネディ、文藝春秋） 1995.2
- 『わがままな猫と暮らす方法』（スティーヴン・ベーカー、飛鳥新社） 1995.4
- 『セックス、アート、アメリカンカルチャー』（カミール・パーリア、河出書房新社） 1995.9
- 『ウォーホル日記』（パット・ハケット編、中原佑介共訳、文藝春秋） 1995.12、のち文春文庫（上・下） 1997
- 『マレーネ・ディートリッヒ』（スティーヴン・バック、福武書店） 1995.1
- 『カップルをめぐる13の物語 創造性とパートナーシップ』（ホイットニー・チャドウィック, イザベル・ド・クールティヴロン、桃井緑美子共訳、平凡社、20世紀メモリアル） 1996
- 『伝記ウォーホル パーティのあとの孤独』（フレッド・ローレンス・ガイルズ、文藝春秋） 1996.4
- 『永遠のバービー』（M・G・ロード、実川元子共訳、キネマ旬報社） 1996.6
- 『愛の魔力 セックスに愛は必要か』（メレディス・F・スモール、角川書店） 1996.9
- 『ピーター・ビアードの冒険 優雅で野蛮な芸術家の半生』（ジョン・バウワマスター、河出書房新社） 1997.11
- 『地球に落ちてきた男 スティーヴン・スピルバーグ伝』（ジョン・バクスター、角川書店） 1998.1
- 『ハリウッド・ガイズ スーパーインタビューブック』（集英社インターナショナル編、集英社） 1998.3
- 『ダリ』（メレディス・イスリントンースミス、文藝春秋） 1998.9
- 『夜とともに西へ』（ベリル・マーカム、角川文庫） 1999.3
- 『プラスチック・ビューテイー 美容整形の文化史』（エリザベス・ハイケン、平凡社） 1999.5
- 『世界のアイデア商品50の秘密 ひらめきでビジネス・チャンスをつかむ』（アリン・フリーマン, ボブ・ゴールデン、河出書房新社） 1999.5
- 『ピカソと恋人ドラ パリ1940-50年代の肖像』（ジェームズ・ロード、平凡社） 1999.12
- 『トルーマン・カポーティ』（ジョージ・プリンプトン、新潮社） 1999年12月、のち新潮文庫（上・下） 2006
- 『赤ん坊にも理由がある』（メレディス・F・スモール、角川書店） 2000.7
- 『バービー・クロニクル』（ヨナ・ゼルディス・マクダナー共編、実川元子, 藤田真利子共訳、早川書房） 2000.11
- 『性転換 53歳で女性になった大学教授』（ディアドラ・N・マクロスキー、文春文庫） 2001.5
- 『キッチン・コンフィデンシャル』（アンソニー・ボーデイン、新潮社） 2001.10、のち新潮文庫 2005、のち土曜社 2015
- 『あの人が誰だか知っていますか?』（サラ・バートン、角川書店） 2001.10
- 『彼女が買うわけ、会社が伸びるわけ 女性を魅きつけるマーケティング8つの法則』（フェイス・ポップコーン, リース・マリゴールド、早川書房） 2002.4
- 『伝記ガウディ』（ヘイス・ファン・ヘンスベルヘン、文藝春秋） 2003.2
- 『ジョン・レノンレジェンド』（ジェームズ・ヘンケ、河出書房新社） 2003.9
- 『世界を食いつくせ! キッチン・コンフィデンシャル・ワールド・エディション』（アンソニー・ボーデイン、新潮社） 2003.11、のち改題『クックズ・ツアー』（土曜社） 2015
- 『血とシャンパン ロバート・キャパ - その生涯と時代』（アレックス・カーショウ、角川書店） 2004.4
- 『世界を変えた地図 ウィリアム・スミスと地質学の誕生』（サイモン・ウィンチェスター、早川書房） 2004
- 『やっぱり美味しいものが好き』（ジェフリー・スタインガーテン、文春文庫） 2005.3
- 『ロンドン 食の歴史物語 中世から現代までの英国料理』（アネット・ホープ、白水社） 2006.3
- 『貧困の終焉 2025年までに世界を変える』（ジェフリー・サックス、鈴木主税共訳、早川書房） 2006.4、のちハヤカワ文庫 2014
- 『悪魔と博覧会』（エリック・ラーソン、文藝春秋） 2006.4
- 『マリー・アントワネット』上・下（アントニア・フレイザー、ハヤカワ文庫） 2006
- 『「最後の社会主義国」日本の苦闘』（レナード・ショッパ、毎日新聞社） 2007.3
- 『フェルメールの受胎告知』（シリ・ハストヴェット、白水社） 2007.4
- 『第四の十字軍 コンスタンティノポリス略奪の真実』（ジョナサン・フィリップス、中島由華共訳、中央公論新社） 2007.4
- 『バグダッド101日 早朝5時30分、米空軍の猛爆撃が始まった』（アスネ・セイエルスタッド、イースト・プレス） 2007.10
- 『図書館 愛書家の楽園』（アルベルト・マングェル、白水社） 2008.10、のち新装版 2018
- 『黒死病 ペストの中世史』（ジョン・ケリー、中央公論新社） 2008.11、のち中公文庫 2020
- 『レニ・リーフェンシュタールの嘘と真実』（スティーヴン・バック、清流出版） 2009.7
- 『地球全体を幸福にする経済学 過密化する世界とグローバル・ゴール』（ジェフリー・サックス、早川書房） 2009
- 『奇想の美術館 イメージを読み解く12章』（アルベルト・マングェル、白水社） 2010.12
- 『アート・スピリット』（ロバート・ヘンライ、国書刊行会） 2011.8
- 『世界を救う処方箋 「共感の経済学」が未来を創る』（ジェフリー・サックス、早川書房） 2012.5
- 『マティス 知られざる生涯』（ヒラリー・スパーリング、白水社） 2012.6
- 『脳の右側で描け』（ベティ・エドワーズ、河出書房新社） 2013、のち新装版 2021
- 『世界は考える』（ジョージ・ソロスほか、土曜社） 2013
- 『読書礼讃』（アルベルト・マングェル、白水社） 2014
- 『世界の図書館 美しい知の遺産』（ジェームズ・キャンベルほか、高橋早苗共訳、河出書房新社） 2014
- 『世界の都市地図500年史』（ジェレミー・ブラック、高橋早苗共訳、河出書房新社） 2016
- 『ラブ・ゲーム テニスの歴史』（エリザベス・ウィルソン、白水社） 2016
- 『フィンセント・ファン・ゴッホ 失われたアルルのスケッチブック』（ボゴミラ・ウェルシュ＝オフチャロフ、高橋早苗共訳、河出書房新社） 2017
- 『アンディ・ウォーホルのヘビのおはなし』（河出書房新社） 2017、のち新装版 2021：大人向け絵本
- 『ピカソとの日々』（フランソワーズ・ジロー, カールトン・レイク、白水社） 2019
- 『世界の書店を旅する』（ホルヘ・カリオン、白水社） 2019
- 『利き目を使って描け 左右それぞれの目の特性を活かす』（ベティ・エドワーズ、河出書房新社） 2021.10
- 『ザ・ミュージアム 世界の知と美の殿堂』（オーウェン・ホプキンズ、河出書房新社） 2022.9